# Cecília de Comenge-Torena
Cecília I d'Urgell o Cecília de Comenge-Torena (vers 1320 - 1384) fou infanta de Comenge, vescomtessa de Torena (1339-1349), comtessa consort d'Urgell (1336-1347), comtessa d'Urgell, baronessa d'Antilló i d'Entença (1347). Governà amb eficàcia el comtat d'Urgell fins que el seu fill Pere complí la majoria d'edat. També fou l'hereva del comtat de Comenge però li fou usurpat pel seu oncle Pere Ramon I de Comenge.

## Família
Era filla del comte Bernat VIII de Comenge i de Martha d'Illa, titulars del comtat de Comenge, territori situat a la regió occitana de la Gascunya, entre el tolosà i la Vall d'Aran. El seu matrimoni amb Jaume I d'Urgell la convertí en cunyada de Pere III el Cerimoniós.
Vers el 1335/1336, es casà amb Jaume I d'Urgell, comte d'Urgell i del qual tingué:
- l'infant Pere II d'Urgell (1340-1408), comte d'Urgell
- la infanta Elisabet d'Urgell i Aragó, que es casà amb Folc II de Cardona

## Dominis comtals
Jaume I heretà el comtat d'Urgell i el vescomtat d'Àger del seu pare, per bé que les intrigues de la seva madrastra, Elionor de Castella, provocaren que perdés part dels dominis comtals: Alòs, Ivars, Meià, entre d'altres, bona part dels quals passaren als fills d'aquesta, Ferran i Joan. Cecília, hereva del comtat de Comenge -un antic comtat de la Gascunya-, a causa de la mort del seu germà Joan I el 1339, veié com els seus drets li eren usurpats pel seu oncle Pere Ramon I de Comenge, davant la passivitat del seu cunyat, Pere III, que no volgué enfrontar-s'hi en una guerra.
El 1339, després de la mort del seu pare i el seu únic germà, Joan I, amb tres anys, Cecília, va heretar el vescomtat de Torena, títol que el seu pare havia rebut de la seva segona esposa, Margarida de Torena. El comtat de Comenge, però, va provocar un conflicte amb el seu oncle, Pere Ramon I de Comenge, germà de Bernard VIII, que va desafiar el dret de les nenes a heretar el comtat de Comenge, argumentant que era una fortalesa masculina. El conflicte es veu desactivat per la intervenció del cardenal Joan Ramon de Comenge, arquebisbe de Tolosa. Pere Ramon I de Comenge és reconegut Comte de Comenge i Cecília com a vescomtat de Torena.
La fidelitat que sempre havia manifestat Jaume I vers el seu germà rei, que l'havia nomenat procurador del regne i governador general, i després d'haver-se posicionat en diverses ocasions en contra de la seva germana Constança d'Aragó i d'Entença, reina consort de Mallorca, s'estroncà el 1344, a causa de l'herència a la corona. D'aquest fet en sorgí el moviment de la Unió, amb valedors sobretot a Aragó i València, que donaren suport a Jaume I quan el rei nomenà la seva filla Constança d'Aragó futura hereva de la corona, en contra del que entenien els partidaris de Jaume I. Aquests reivindicaven que els regnes i estats, d'acord amb el testament d'Alfons III el Benigne, restaven vinculats als barons, excloent de tal possibilitat les filles de Pere III. Però el comte morí prematurament, el 1347, amb vint-i-set anys, enmig de les celebracions de les segones núpcies del rei Cerimoniós amb Elionor de Portugal. En el seu testament, deixà escrit que fos fundat a la ciutat de Balaguer un monestir de monges de l'orde de sant Francesc i que en l'església hi fos construït un sepulcre per al seu cos, per bé que finalment restà enterrat al monestir de Sant Francesc de Barcelona.
La parella tingué un fill, que esdevindria Pere II d'Urgell, casat en segones núpcies amb Margarida de Montferrat, i una filla, Elisabet d'Aragó, que es casà amb Huc Folc, vescomte de Cardona. Fins a la mort de Jaume I, tota la família vivia a Lleida, on participaven activament dels afers polítics. Amb la seva desaparició, Cecília fou nomenada hereva, i el mateix any de la presa de possessió del comtat hi renuncià en favor del seu fill. Alhora, decidí allunyar-se de l'entorn de la cort, de manera que s'instal·là al castell Formós Balaguer, que esdevingué la capital del comtat.
Cecília governà amb eficàcia el comtat d'Urgell durant la minoria d'edat del seu fill Pere II, i aconseguí liquidar els deutes contrets pel seu marit per finançar el moviment de la Unió. A banda de la reforma de la seva pròpia residència, es construïren altres castells, fortificacions i el magnífic temple de Santa Maria de Balaguer a partir del 1351. Mare i fill posaren ordre al comtat, que visqué una veritable època de bonança sota el seu mandat. Morí el 1384.
Fou nomenada hereva per part del seu marit i el mateix any de la seva presa de possessió del comtat renuncià a favor del seu fill. Ella es retirà de la vida pública i morí el 1384.